# Polo aquático nos Jogos Olímpicos de Verão de 2008 - Masculino
O torneio masculino de polo aquático nos Jogos Olímpicos de Verão de 2008 em Pequim foi disputado entre 10 e 24 de agosto no Parque Aquático Yingdong.
O torneio masculino foi composto por doze selecções divididas em dois grupos de seis.
A Hungria conquistou o tricampeonato olímpico com uma vitória de 14 a 10 sobre a equipe dos Estados Unidos. Montenegro e Sérvia que em 2004 conquistaram a medalha de prata como uma nação única, dessa vez disputaram a medalha de bronze como países independentes. Os sérvios venceram por 6 a 4.

## Medalhistas
|  | HUN Hungria |  | USA Estados Unidos |  | SRB Sérvia |
|  | Zoltán Szécsi Tamás Varga Norbert Madaras Dénes Varga Tamás Kásás Norbert Hosnyánszky Gergely Kiss Tibor Benedek Dániel Varga Péter Biros Gábor Kis Tamás Molnár István Gergely |  | Merrill Moses Peter Varellas Peter Hudnut Jeff Powers Adam Wright Rick Merlo Layne Beaubien Tony Azevedo Ryan Bailey Tim Hutten Jesse Smith J. W. Krumpholz Brandon Brooks |  | Denis Šefik Andrija Prlainović Živko Gocić Vanja Udovičić Dejan Savić Duško Pijetlović Nikola Rađen Filip Filipović Aleksandar Ćirić Aleksandar Šapić Vladimir Vujasinović Branko Peković Slobodan Soro |

## Primeira fase
Todas as partidas seguem o fuso horário de Pequim (UTC+8).

### Grupo A
| Selecção       | J | V | E | D | GM | GS | +/– | Pts |
| -------------- | - | - | - | - | -- | -- | --- | --- |
| HUN Hungria    | 5 | 4 | 1 | 0 | 60 | 36 | +24 | 9   |
| ESP Espanha    | 5 | 4 | 0 | 1 | 52 | 34 | +18 | 8   |
| MNE Montenegro | 5 | 2 | 2 | 1 | 43 | 33 | +10 | 6   |
| AUS Austrália  | 5 | 2 | 1 | 2 | 45 | 40 | +5  | 5   |
| GRE Grécia     | 5 | 1 | 0 | 4 | 39 | 56 | -17 | 2   |
| CAN Canadá     | 5 | 0 | 0 | 5 | 21 | 61 | -40 | 0   |

| 10 de agosto 09:30 | Espanha ESP                                | 16–6 | CAN Canadá | Parque Aquático Yingdong Árbitros: SRB Ciric, CHN Ni |
| 10 de agosto 09:30 | Pontuação por períodos: 5–2, 4–2, 3–1, 4–1 |      |            | Parque Aquático Yingdong Árbitros: SRB Ciric, CHN Ni |
| 10 de agosto 09:30 | Garcia 3, Molina 3                         | Gols | Feltham 2  | Parque Aquático Yingdong Árbitros: SRB Ciric, CHN Ni |

| 10 de agosto 10:50 | Hungria HUN                                | 10–10 | MNE Montenegro | Parque Aquático Yingdong Árbitros: SLO Margeta, ITA Caputi |
| 10 de agosto 10:50 | Pontuação por períodos: 3–3, 3–1, 2–4, 2–2 |       |                | Parque Aquático Yingdong Árbitros: SLO Margeta, ITA Caputi |
| 10 de agosto 10:50 | Varga D. 2, Kasas 2, Benedek 2             | Gols  | Janovic M. 4   | Parque Aquático Yingdong Árbitros: SLO Margeta, ITA Caputi |

| 10 de agosto 14:00 | Austrália AUS                              | 12–8 | GRE Grécia | Parque Aquático Yingdong Árbitros: GER Bock, USA Chaney |
| 10 de agosto 14:00 | Pontuação por períodos: 5–5, 4–3, 2–0, 1–0 |      |            | Parque Aquático Yingdong Árbitros: GER Bock, USA Chaney |
| 10 de agosto 14:00 | Figlioli 4                                 | Gols | Ntoskas 3  | Parque Aquático Yingdong Árbitros: GER Bock, USA Chaney |

| 12 de agosto 09:30 | Canadá CAN                                 | 0–12 | MNE Montenegro                       | Parque Aquático Yingdong Árbitros: NZL Knights, RSA Pinker |
| 12 de agosto 09:30 | Pontuação por períodos: 0–3, 0–4, 0–4, 0–1 |      |                                      | Parque Aquático Yingdong Árbitros: NZL Knights, RSA Pinker |
| 12 de agosto 09:30 |                                            | Gols | Vukcevic 2, Janovic M. 2, Gojkovic 2 | Parque Aquático Yingdong Árbitros: NZL Knights, RSA Pinker |

| 12 de agosto 10:50 | Espanha ESP                                | 9–8  | AUS Austrália     | Parque Aquático Yingdong Árbitros: SLO Margeta, ITA Caputi |
| 12 de agosto 10:50 | Pontuação por períodos: 4–0, 2–4, 2–2, 1–2 |      |                   | Parque Aquático Yingdong Árbitros: SLO Margeta, ITA Caputi |
| 12 de agosto 10:50 | Garcia 3                                   | Gols | Whalan 2, Woods 2 | Parque Aquático Yingdong Árbitros: SLO Margeta, ITA Caputi |

| 12 de agosto 14:00 | Grécia GRE                                 | 6–17 | HUN Hungria                           | Parque Aquático Yingdong Árbitros: CRO Rak, SRB Ciric |
| 12 de agosto 14:00 | Pontuação por períodos: 2–7, 2–2, 1–4, 1–4 |      |                                       | Parque Aquático Yingdong Árbitros: CRO Rak, SRB Ciric |
| 12 de agosto 14:00 | Mazis 2                                    | Gols | Varga T. 3, Hosnyanszky 3, Varga D. 3 | Parque Aquático Yingdong Árbitros: CRO Rak, SRB Ciric |

| 14 de agosto 12:10 | Hungria HUN                                | 8–5  | ESP Espanha | Parque Aquático Yingdong Árbitros: SRB Ciric, USA Chaney |
| 14 de agosto 12:10 | Pontuação por períodos: 2–3, 4–2, 0–0, 2–0 |      |             | Parque Aquático Yingdong Árbitros: SRB Ciric, USA Chaney |
| 14 de agosto 12:10 | Varga D. 2, Benedek 2, Kis 2               | Gols | Molina 2    | Parque Aquático Yingdong Árbitros: SRB Ciric, USA Chaney |

| 14 de agosto 14:00 | Montenegro MNE                                | 10–6 | GRE Grécia | Parque Aquático Yingdong Árbitros: TUR Tulga, SLO Margeta |
| 14 de agosto 14:00 | Pontuação por períodos: 3–1, 2–1, 5–2, 0–2    |      |            | Parque Aquático Yingdong Árbitros: TUR Tulga, SLO Margeta |
| 14 de agosto 14:00 | Janovic M. 2, Zlokovic 2, Gojkovic 2, Jokic 2 | Gols | Ntoskas 2  | Parque Aquático Yingdong Árbitros: TUR Tulga, SLO Margeta |

| 14 de agosto 15:20 | Austrália AUS                              | 8–5  | CAN Canadá | Parque Aquático Yingdong Árbitros: GER Bock, NED Klopper |
| 14 de agosto 15:20 | Pontuação por períodos: 2–3, 2–1, 3–1, 1–0 |      |            | Parque Aquático Yingdong Árbitros: GER Bock, NED Klopper |
| 14 de agosto 15:20 | Figlioli 3                                 | Gols | Feltham 2  | Parque Aquático Yingdong Árbitros: GER Bock, NED Klopper |

| 16 de agosto 10:50 | Canadá CAN                                 | 7–13 | GRE Grécia | Parque Aquático Yingdong Árbitros: AUS Hart, CHN Ni |
| 16 de agosto 10:50 | Pontuação por períodos: 1–6, 4–5, 2–1, 0–1 |      |            | Parque Aquático Yingdong Árbitros: AUS Hart, CHN Ni |
| 16 de agosto 10:50 | Feltham 3, Graham 3                        | Gols | Ntoskas 4  | Parque Aquático Yingdong Árbitros: AUS Hart, CHN Ni |

| 16 de agosto 14:00 | Espanha ESP                                | 12–6 | MNE Montenegro        | Parque Aquático Yingdong Árbitros: USA Chaney, TUR Tulga |
| 16 de agosto 14:00 | Pontuação por períodos: 3–0, 4–1, 3–4, 2–1 |      |                       | Parque Aquático Yingdong Árbitros: USA Chaney, TUR Tulga |
| 16 de agosto 14:00 | Molina 2                                   | Gols | Janovic N 2, Ivovic 2 | Parque Aquático Yingdong Árbitros: USA Chaney, TUR Tulga |

| 16 de agosto 15:20 | Austrália AUS                              | 12–13 | HUN Hungria | Parque Aquático Yingdong Árbitros: NED Klopper, CRO Rak |
| 16 de agosto 15:20 | Pontuação por períodos: 4–4, 1–5, 4–2, 3–2 |       |             | Parque Aquático Yingdong Árbitros: NED Klopper, CRO Rak |
| 16 de agosto 15:20 | Figlioli 3                                 | Gols  | Molnar 3    | Parque Aquático Yingdong Árbitros: NED Klopper, CRO Rak |

| 18 de agosto 10:50 | Hungria HUN                                | 12–3 | CAN Canadá | Parque Aquático Yingdong Árbitros: SRB Ciric, GBR Littlejohn |
| 18 de agosto 10:50 | Pontuação por períodos: 3–1, 3–0, 1–2, 5–0 |      |            | Parque Aquático Yingdong Árbitros: SRB Ciric, GBR Littlejohn |
| 18 de agosto 10:50 | Madaras 2, Kasas 2, Biros 2, Molnar 2      | Gols | Graham 2   | Parque Aquático Yingdong Árbitros: SRB Ciric, GBR Littlejohn |

| 18 de agosto 12:10 | Montenegro MNE                                            | 5–5  | AUS Austrália                                           | Parque Aquático Yingdong Árbitros: USA Chaney, ITA Caputi |
| 18 de agosto 12:10 | Pontuação por períodos: 2–1, 1–2, 0–1, 2–1                |      |                                                         | Parque Aquático Yingdong Árbitros: USA Chaney, ITA Caputi |
| 18 de agosto 12:10 | Vukcevic 1, Janovic M 1, Ivovic 1, Gojkovic 1, Zlokovic 1 | Gols | Campbell 1, Martin 1, McGregor 1, Woods 1, Beadsworth 1 | Parque Aquático Yingdong Árbitros: USA Chaney, ITA Caputi |

| 18 de agosto 15:20 | Espanha ESP                                | 10–6 | GRE Grécia       | Parque Aquático Yingdong Árbitros: CRO Rak, ROU Simion |
| 18 de agosto 15:20 | Pontuação por períodos: 2–0, 3–0, 3–5, 2–1 |      |                  | Parque Aquático Yingdong Árbitros: CRO Rak, ROU Simion |
| 18 de agosto 15:20 | Perrone 7                                  | Gols | Theodoropoulos 2 | Parque Aquático Yingdong Árbitros: CRO Rak, ROU Simion |

### Grupo B
| Selecção           | J | V | E | D | GM | GS | +/– | Pts |
| ------------------ | - | - | - | - | -- | -- | --- | --- |
| USA Estados Unidos | 5 | 4 | 0 | 1 | 37 | 31 | +6  | 8   |
| CRO Croácia        | 5 | 4 | 0 | 1 | 56 | 31 | +25 | 8   |
| SRB Sérvia         | 5 | 3 | 0 | 2 | 50 | 38 | +12 | 6   |
| ITA Itália         | 5 | 2 | 0 | 3 | 57 | 50 | +7  | 4   |
| GER Alemanha       | 5 | 2 | 0 | 3 | 33 | 44 | -11 | 4   |
| CHN China          | 5 | 0 | 0 | 5 | 25 | 64 | -39 | 0   |

| 10 de agosto 12:10 | Sérvia SRB                                 | 11–7 | GER Alemanha          | Parque Aquático Yingdong Árbitros: TUR Tulga, GBR Littlejohn |
| 10 de agosto 12:10 | Pontuação por períodos: 1–3, 5–2, 2–2, 3–0 |      |                       | Parque Aquático Yingdong Árbitros: TUR Tulga, GBR Littlejohn |
| 10 de agosto 12:10 | Pijetlovic 4                               | Gols | Politze 2, Mackeben 2 | Parque Aquático Yingdong Árbitros: TUR Tulga, GBR Littlejohn |

| 10 de agosto 15:20 | Croácia CRO                                | 11–7 | ITA Itália | Parque Aquático Yingdong Árbitros: ROU Simion, RUS Antsiferov |
| 10 de agosto 15:20 | Pontuação por períodos: 3–3, 2–0, 4–1, 2–3 |      |            | Parque Aquático Yingdong Árbitros: ROU Simion, RUS Antsiferov |
| 10 de agosto 15:20 | Boskovic 3                                 | Gols | Felugo 3   | Parque Aquático Yingdong Árbitros: ROU Simion, RUS Antsiferov |

| 10 de agosto 16:40 | Estados Unidos USA                         | 8–4  | CHN China | Parque Aquático Yingdong Árbitros: KAZ Balfanbayev, MNE Brguljan |
| 10 de agosto 16:40 | Pontuação por períodos: 3–1, 1–2, 2–1, 2–0 |      |           | Parque Aquático Yingdong Árbitros: KAZ Balfanbayev, MNE Brguljan |
| 10 de agosto 16:40 | Azevedo 5                                  | Gols | Wang B. 2 | Parque Aquático Yingdong Árbitros: KAZ Balfanbayev, MNE Brguljan |

| 12 de agosto 12:10 | Itália ITA                                 | 11–12 | USA Estados Unidos | Parque Aquático Yingdong Árbitros: MNE Brguljan,BRA Patelli |
| 12 de agosto 12:10 | Pontuação por períodos: 1–2, 2–3, 4–3, 4–4 |       |                    | Parque Aquático Yingdong Árbitros: MNE Brguljan,BRA Patelli |
| 12 de agosto 12:10 | Binchi 2                                   | Gols  | Hudnut 3           | Parque Aquático Yingdong Árbitros: MNE Brguljan,BRA Patelli |

| 12 de agosto 15:20 | Sérvia SRB                                 | 8–11 | CRO Croácia        | Parque Aquático Yingdong Árbitros: CAN Turcotte, NED Klopper |
| 12 de agosto 15:20 | Pontuação por períodos: 3–1, 1–4, 1–4, 3–2 |      |                    | Parque Aquático Yingdong Árbitros: CAN Turcotte, NED Klopper |
| 12 de agosto 15:20 | Sapic 4                                    | Gols | Barac 3, Jokovic 3 | Parque Aquático Yingdong Árbitros: CAN Turcotte, NED Klopper |

| 12 de agosto 16:40 | Alemanha GER                               | 6–5  | CHN China | Parque Aquático Yingdong Árbitros: ESP Moliner Molins, AUS Hart |
| 12 de agosto 16:40 | Pontuação por períodos: 0–2, 5–2, 0–0, 1–1 |      |           | Parque Aquático Yingdong Árbitros: ESP Moliner Molins, AUS Hart |
| 12 de agosto 16:40 | Savic 2, Schertwitis 2                     | Gols | Yu 2      | Parque Aquático Yingdong Árbitros: ESP Moliner Molins, AUS Hart |

| 14 de agosto 09:30 | Croácia CRO                                | 13–5 | GER Alemanha | Parque Aquático Yingdong Árbitros: ESP Moliner Molins, GRE Argyros |
| 14 de agosto 09:30 | Pontuação por períodos: 4–1, 3–1, 2–1, 4–1 |      |              | Parque Aquático Yingdong Árbitros: ESP Moliner Molins, GRE Argyros |
| 14 de agosto 09:30 | Buric 3                                    | Gols | Politze 2    | Parque Aquático Yingdong Árbitros: ESP Moliner Molins, GRE Argyros |

| 14 de agosto 10:50 | Estados Unidos USA                         | 2–4  | SRB Sérvia | Parque Aquático Yingdong Árbitros: RUS Antsiferov, GBR Littlejohn |
| 14 de agosto 10:50 | Pontuação por períodos: 0–0, 1–2, 0–2, 1–0 |      |            | Parque Aquático Yingdong Árbitros: RUS Antsiferov, GBR Littlejohn |
| 14 de agosto 10:50 | Varellas 2                                 | Gols |            | Parque Aquático Yingdong Árbitros: RUS Antsiferov, GBR Littlejohn |

| 14 de agosto 16:40 | China CHN                                  | 7–19 | ITA Itália   | Parque Aquático Yingdong Árbitros: HUN Kiszelly, POL Koryzna |
| 14 de agosto 16:40 | Pontuação por períodos: 2–5, 2–5, 1–4, 2–5 |      |              | Parque Aquático Yingdong Árbitros: HUN Kiszelly, POL Koryzna |
| 14 de agosto 16:40 | Xie 3                                      | Gols | Calcaterra 4 | Parque Aquático Yingdong Árbitros: HUN Kiszelly, POL Koryzna |

| 16 de agosto 09:30 | Alemanha GER                               | 8–7  | ITA Itália   | Parque Aquático Yingdong Árbitros: MNE Brguljan, CAN Turcotte |
| 16 de agosto 09:30 | Pontuação por períodos: 2–1, 3–1, 0–2, 3–3 |      |              | Parque Aquático Yingdong Árbitros: MNE Brguljan, CAN Turcotte |
| 16 de agosto 09:30 | Schertwitis 2                              | Gols | Calcaterra 3 | Parque Aquático Yingdong Árbitros: MNE Brguljan, CAN Turcotte |

| 16 de agosto 12:10 | Croácia CRO                                | 5–7  | USA Estados Unidos | Parque Aquático Yingdong Árbitros: ROU Simion, RUS Antsiferov |
| 16 de agosto 12:10 | Pontuação por períodos: 2–2, 1–3, 0–0, 2–2 |      |                    | Parque Aquático Yingdong Árbitros: ROU Simion, RUS Antsiferov |
| 16 de agosto 12:10 | Dogas 2                                    | Gols | Azevedo 3          | Parque Aquático Yingdong Árbitros: ROU Simion, RUS Antsiferov |

| 16 de agosto 16:40 | Sérvia SRB                                 | 15–5 | CHN China | Parque Aquático Yingdong Árbitros: POL Koryzna, JPN Oshima |
| 16 de agosto 16:40 | Pontuação por períodos: 5–2, 2–1, 4–2, 4–0 |      |           | Parque Aquático Yingdong Árbitros: POL Koryzna, JPN Oshima |
| 16 de agosto 16:40 | Sapic 9                                    | Gols | Liang 3   | Parque Aquático Yingdong Árbitros: POL Koryzna, JPN Oshima |

| 18 de agosto 09:30 | Sérvia SRB                                 | 12–13 | ITA Itália   | Parque Aquático Yingdong Árbitros: NED Klopper, RUS Antsiferov |
| 18 de agosto 09:30 | Pontuação por períodos: 3–3, 2–3, 3–5, 4–2 |       |              | Parque Aquático Yingdong Árbitros: NED Klopper, RUS Antsiferov |
| 18 de agosto 09:30 | Sapic 3                                    | Gols  | Calcaterra 3 | Parque Aquático Yingdong Árbitros: NED Klopper, RUS Antsiferov |

| 18 de agosto 14:00 | Estados Unidos USA                         | 8–7  | GER Alemanha | Parque Aquático Yingdong Árbitros: SLO Margeta, HUN Kiszelly |
| 18 de agosto 14:00 | Pontuação por períodos: 3–2, 2–1, 2–2, 1–2 |      |              | Parque Aquático Yingdong Árbitros: SLO Margeta, HUN Kiszelly |
| 18 de agosto 14:00 | Powers 2, Wright 2                         | Gols | Nossek 5     | Parque Aquático Yingdong Árbitros: SLO Margeta, HUN Kiszelly |

| 18 de agosto 16:40 | China CHN                                  | 4–16 | CRO Croácia | Parque Aquático Yingdong Árbitros: AUS Hart, GRE Argyros |
| 18 de agosto 16:40 | Pontuação por períodos: 0–4, 0–3, 1–1, 3–8 |      |             | Parque Aquático Yingdong Árbitros: AUS Hart, GRE Argyros |
| 18 de agosto 16:40 | Wu 2                                       | Gols | Barac 4     | Parque Aquático Yingdong Árbitros: AUS Hart, GRE Argyros |

## Fases finais

### Classificação 7º–12º
| 20 de agosto 09:30 | Canadá CAN                                 | 11–13 | ITA Itália | Parque Aquático Yingdong Árbitros: CRO Rak, CHN Ni |
| 20 de agosto 09:30 | Pontuação por períodos: 1–4, 3–2, 3–3, 4–4 |       |            | Parque Aquático Yingdong Árbitros: CRO Rak, CHN Ni |
| 20 de agosto 09:30 | Graham 4                                   | Gols  | Sottani 3  | Parque Aquático Yingdong Árbitros: CRO Rak, CHN Ni |

| 20 de agosto 10:50 | Grécia GRE                                 | 13–8 | CHN China | Parque Aquático Yingdong Árbitros: KAZ Balfanbayev, NZL Knights |
| 20 de agosto 10:50 | Pontuação por períodos: 3–1, 4–4, 2–0, 4–3 |      |           | Parque Aquático Yingdong Árbitros: KAZ Balfanbayev, NZL Knights |
| 20 de agosto 10:50 | Ntoskas 4                                  | Gols | Xie 3     | Parque Aquático Yingdong Árbitros: KAZ Balfanbayev, NZL Knights |

### Quartos–finais
| 20 de agosto 16:00 | Montenegro MNE                             | 7–6  | CRO Croácia | Parque Aquático Yingdong Árbitros: TUR Tulga, GER Bock |
| 20 de agosto 16:00 | Pontuação por períodos: 3–1, 2–3, 1–0, 1–2 |      |             | Parque Aquático Yingdong Árbitros: TUR Tulga, GER Bock |
| 20 de agosto 16:00 | Janovic N. 2, Ivovic 2, Gojkovic 2         | Gols | Hinic 2     | Parque Aquático Yingdong Árbitros: TUR Tulga, GER Bock |

| 20 de agosto 17:20 | Espanha ESP                                | 5–9  | SRB Sérvia   | Parque Aquático Yingdong Árbitros: CAN Turcotte, NED Klopper |
| 20 de agosto 17:20 | Pontuação por períodos: 1–0, 1–5, 1–2, 2–2 |      |              | Parque Aquático Yingdong Árbitros: CAN Turcotte, NED Klopper |
| 20 de agosto 17:20 | Molina 2                                   | Gols | Pijetlovic 4 | Parque Aquático Yingdong Árbitros: CAN Turcotte, NED Klopper |

### Disputa pelo 11º lugar
| 22 de agosto 09:30 | Canadá CAN                                 | 8–7  | CHN China   | Parque Aquático Yingdong Árbitros: POL Koryzna, GRE Argyros |
| 22 de agosto 09:30 | Pontuação por períodos: 1–1, 3–1, 1–2, 3–3 |      |             | Parque Aquático Yingdong Árbitros: POL Koryzna, GRE Argyros |
| 22 de agosto 09:30 | Boyd 2, Sayegh 2                           | Gols | Yu 2, Han 2 | Parque Aquático Yingdong Árbitros: POL Koryzna, GRE Argyros |

### Classificação 7º–10º
| 22 de agosto 10:50 | Austrália AUS                                                         | 17–16 | ITA Itália   | Parque Aquático Yingdong Árbitros: ESP Moliner Molins, USA Chaney |
| 22 de agosto 10:50 | Pontuação por períodos: 4–2, 1–5, 4–0, 1–3 Tempo extra: 0–1, 3–2, 4–3 |       |              | Parque Aquático Yingdong Árbitros: ESP Moliner Molins, USA Chaney |
| 22 de agosto 10:50 | McGregor 3                                                            | Gols  | Calcaterra 6 | Parque Aquático Yingdong Árbitros: ESP Moliner Molins, USA Chaney |

| 22 de agosto 17:00 | Alemanha GER                               | 9–13 | GRE Grécia | Parque Aquático Yingdong Árbitros: SRB Ciric, BRA Patelli |
| 22 de agosto 17:00 | Pontuação por períodos: 3–3, 1–3, 2–4, 3–3 |      |            | Parque Aquático Yingdong Árbitros: SRB Ciric, BRA Patelli |
| 22 de agosto 17:00 | Nossek 3                                   | Gols | Ntoskas 6  | Parque Aquático Yingdong Árbitros: SRB Ciric, BRA Patelli |

### Semifinais
| 22 de agosto 18:20 | Hungria HUN                                | 11–9 | MNE Montenegro                       | Parque Aquático Yingdong Árbitros: ROU Simion, TUR Tulga |
| 22 de agosto 18:20 | Pontuação por períodos: 3–4, 3–3, 3–0, 2–2 |      |                                      | Parque Aquático Yingdong Árbitros: ROU Simion, TUR Tulga |
| 22 de agosto 18:20 | Kiss 3                                     | Gols | Janovic N 2, Uskokovic 2, Gojkovic 2 | Parque Aquático Yingdong Árbitros: ROU Simion, TUR Tulga |

| 22 de agosto 19:40 | Estados Unidos USA                         | 10–5 | SRB Sérvia                  | Parque Aquático Yingdong Árbitros: CAN Turcotte, SLO Margeta |
| 22 de agosto 19:40 | Pontuação por períodos: 3–3, 2–1, 2–1, 3–0 |      |                             | Parque Aquático Yingdong Árbitros: CAN Turcotte, SLO Margeta |
| 22 de agosto 19:40 | Azevedo 3                                  | Gols | Pijetlovic 2, Vujasinovic 2 | Parque Aquático Yingdong Árbitros: CAN Turcotte, SLO Margeta |

### Disputa pelo 9º lugar
| 24 de agosto 09:30 | Itália ITA                                 | 10–8 | GER Alemanha                            | Parque Aquático Yingdong Árbitros: CRO Rak, AUS Hart |
| 24 de agosto 09:30 | Pontuação por períodos: 4–3, 1–1, 1–1, 4–3 |      |                                         | Parque Aquático Yingdong Árbitros: CRO Rak, AUS Hart |
| 24 de agosto 09:30 | Calcaterra 5                               | Gols | Savic 2, Schertwitis 2, Schlotterbeck 2 | Parque Aquático Yingdong Árbitros: CRO Rak, AUS Hart |

### Disputa pelo 7º lugar
| 24 de agosto 10:50 | Austrália AUS                              | 8–9  | GRE Grécia              | Parque Aquático Yingdong Árbitros: ROU Simion, RSA Pinker |
| 24 de agosto 10:50 | Pontuação por períodos: 2–3, 2–2, 3–1, 1–3 |      |                         | Parque Aquático Yingdong Árbitros: ROU Simion, RSA Pinker |
| 24 de agosto 10:50 | Figlioli 3                                 | Gols | Schizas 2, Afroudakis 2 | Parque Aquático Yingdong Árbitros: ROU Simion, RSA Pinker |

### Disputa pelo 5º lugar
| 24 de agosto 13:00 | Croácia CRO                                | 9–11 | ESP Espanha | Parque Aquático Yingdong Árbitros: USA Chaney, HUN Kiszelly |
| 24 de agosto 13:00 | Pontuação por períodos: 2–0, 3–5, 1–3, 3–3 |      |             | Parque Aquático Yingdong Árbitros: USA Chaney, HUN Kiszelly |
| 24 de agosto 13:00 | Buslje 2, Dogas 2                          | Gols | Garcia 4    | Parque Aquático Yingdong Árbitros: USA Chaney, HUN Kiszelly |

### Disputa pelo bronze
| 24 de agosto 14:20 | Montenegro MNE                             | 4–6  | SRB Sérvia | Parque Aquático Yingdong Árbitros: TUR Tulga, SLO Margeta |
| 24 de agosto 14:20 | Pontuação por períodos: 0–2, 1–2, 1–2, 2–0 |      |            | Parque Aquático Yingdong Árbitros: TUR Tulga, SLO Margeta |
| 24 de agosto 14:20 | Janovic M. 2                               | Gols | Savic 2    | Parque Aquático Yingdong Árbitros: TUR Tulga, SLO Margeta |

### Final
| 24 de agosto 15:40 | Hungria HUN                                | 14–10 | USA Estados Unidos | Parque Aquático Yingdong Árbitros: CAN Turcotte, MNE Brguljan |
| 24 de agosto 15:40 | Pontuação por períodos: 6–4, 3–4, 2–1, 3–1 |       |                    | Parque Aquático Yingdong Árbitros: CAN Turcotte, MNE Brguljan |
| 24 de agosto 15:40 | Varga Dá, Biros 3                          | Gols  | Azevedo 4          | Parque Aquático Yingdong Árbitros: CAN Turcotte, MNE Brguljan |

## Classificação final
| Pos.    | País               |
| ------- | ------------------ |
| Ouro.   | HUN Hungria        |
| Prata.  | USA Estados Unidos |
| Bronze. | SRB Sérvia         |
| 4       | MNE Montenegro     |
| 5       | ESP Espanha        |
| 6       | CRO Croácia        |
| 7       | GRE Grécia         |
| 8       | AUS Austrália      |
| 9       | ITA Itália         |
| 10      | GER Alemanha       |
| 11      | CAN Canadá         |
| 12      | CHN China          |